# Gällivare distrikt
Gällivare distrikt är ett distrikt i Gällivare kommun och Norrbottens län. Distriktet ligger omkring Gällivare i norra Lappland och gränsar till Norge.

## Tidigare administrativ tillhörighet
Distriktet inrättades 2016 och utgörs av en del av Gällivare socken i Gällivare kommun.
Området motsvarar den omfattning Gällivare församling hade vid årsskiftet 1999/2000 och som den fick 1962 efter utbrytningar.

## Tätorter och småorter
I Gällivare distrikt finns fyra tätorter och tolv småorter.

### Tätorter
- Gällivare (del av)
- Koskullskulle (del av)
- Repisvaara
- Tjautjas

### Småorter
- Dokkas
- Leipojärvi
- Mettä Dokkas
- Nattavaara
- Nattavaara by
- Puoltikasvaara
- Repisvaara södra
- Skaulo
- Ullatti
- Vassaraträsket (nordvästra stranden)
- Vassaraträsket (södra stranden)
- Vuoskojärvi